# La bella señora Seidenman
La bella señora Seidenman (Początek) es una novela del escritor polaco Andrzej Szczypiorski que plantea la problemática de la coexistencia de los pueblos polaco, alemán y judío frente a los crímenes colectivos cometidos en nombre de la nación, la ideología o la religión durante el siglo XX.
La novela se centra en los años de la ocupación de Polonia por parte de los nacionalsocialistas, con referencias a la República Popular de Polonia, hasta la declaración de estado de guerra de Jaruzelski y contiene numerosas críticas a la Polonia de posguerra y la ideología comunista.
Para Szczypiorski, que ya era conocido por ser crítico con los comunistas, estaba fuera de discusión una publicación en Polonia, ya que fue internado el 13 de diciembre de 1981 durante el gobierno de Jaruzelski durante varios meses en las cárceles de Białołęka y Jaworze, cerca de Varsovia. También fue excluido de las publicaciones literarias oficiales. A causa de ello, el libro fue contrabandeado por el publicista Rafael F. Scharf a Londres y publicado por primera vez en 1986 en polaco por la editorial parisina Institut Littéraire. Recién en 1989 fue publicado de forma “oficial” en Polonia.
Początek (El comienzo) es el título original, pero la editorial consideró que resultaría difícil de comercializar: durante la búsqueda de un título alternativo, Margret Staemmler (la esposa de Klaus Staemmler, el traductor de la obra al alemán) tuvo la idea de resaltar una figura y así fue como se originó "La bella señora Seidenman", que se publicó con ese nombre en todos los países, fuera de Polonia y Noruega. La obra fue un gran éxito, especialmente en los países de habla alemana y fue traducida a más de veinte idiomas. Fue incluida por la editorial alemana Harenberg en el canon de literatura mundial. Szczypiorski dijo en una entrevista: «Si tan solo una persona se liberara de los fantasmas como resultado de mis libros y encontrara el camino hacia la paz interior, eso significa para mí que no he desperdiciado los muchos años de mi trabajo como escritor».

## Estructura
El libro se compone de 21 capítulos no titulados, que generalmente están centrados en uno o varios personajes.
Se trata fundamentalmente de tres historias: el encarcelamiento y liberación de la Sra. Seidenman, las actividades de Pawelek Kryński y el destino de la familia Fichtelbaum. Paralelamente se narran varias historias que están conectadas con las principales.
Capítulos y personajes:
1. El sastre Kujawski y el juez Romnicki
2. Pawelek Kryński y Henio Fichtelbaum
3. Irma Seidenman y Bronek Blutman
4. Henio Fichtelbaum y la prostituta
5. El sastre Kujawski y Pawelek Kryński
6. Sor Weronika. Wladyslaw Gruszecki
7. El juez Romnicki y el abogado Jerzy Fichtelbaum
8. El doctor Korda y Johann Müller
9. Wiktor Suchowiak, Jerzy/Josia Fichtelbaum y el Bello Lolo
10. El sastre Kujawski
11. Sturmführer Stuckler, Johann Müller e Irma Seidenman
12. Pawelek/Elzbieta Kryński y Henio Fichtelbaum
13. El ferroviario Filipek
14. El abogado Jerzy Fichtelbaum
15. El filólogo clásico Adam Korda
16. Henio Fichtelbaum y Pawelek Kryński
17. Blutman y Sturmführer Stuckler
18. Profesor Winiar
19. Sturmführer Stuckler
20. Irma Seidenman, Adam Korda, Pawelek
21. Sor Weronika. juez Romnicki, Miriam (Josia Fichtelbaum)

El tono narrativo es definido por una tercera persona, un narrador pasivo, externo a la historia y omnisciente (heterodiegético), que va relatando los acontecimientos desde una perspectiva distanciada. El narrador conoce la historia y la cuenta de forma imperturbable y con naturalidad, incluso aquellos episodios en los que se relatan sucesos trágicos.
Szczypiorski renuncia a una narración lineal y cronológica. A través del constante cambio de perspectiva, retrata a los actores en un marco temporal cambiante. La historia de Irma Seidenman es ejemplar: en un par de párrafos se describe su encarcelamiento en la Avenida Schuch durante la ocupación alemana, su expulsión de la administración pública en la década de 1960 y su futuro destino en París. La descripción de los acontecimientos históricos tiene lugar desde la perspectiva retractiva de los protagonistas, al lector le son comunicadas solamente sus experiencias. El autor se concentra a menudo en la motivación y justificación moral de sus figuras. En el año 1996 Szczypiorski recibió la „Orden por le Mérite für Wissenschaften und Künste“. En su laudatio dijo Horst Fuhrmann: „El hace visible la vecindad de la generosidad  y la depravación, y también revela al malvado perpetrador como un ser humano, como parte de nosotros”.

## Argumento
La trama comienza en Varsovia en la primavera del año 1943, durante la ocupación alemana. Si bien el título de la novela sugiere que la figura central es la Sra. Seidenman, en realidad el autor retrata a un grupo de personas de Varsovia que luchan por sobrevivir bajo el régimen de terror de los nazis durante la Segunda Guerra Mundial. Los personajes representados, un caleidoscopio de la sociedad de la época, están vagamente conectados a través de las figuras clave, sobre todo la Sra. Seidenman, pero también Pawełek Kryński y el sastre Apolinary Kujawski, y muestran  diversas facetas de la sociedad polaca. Para Szczypiorski están siempre en primer plano los destinos humanos, el miedo de las personas por su propia vida o la vida de sus semejantes, así como el intento de entender y comprender sus acciones, sean buenas o malas, ante una situación límite. Los protagonistas nunca son condenados como perpetradores, sino que se los ve como víctimas de las circunstancias e influencias políticas, ideológicas o religiosas.

### Personajes
Apolinary Kujawski es sastre, cose pantalones para los oficiales de la Wehrmacht y compra objetos de arte a conciudadanos empobrecidos y hambrientos como el viejo juez Romnicki, quienes a su vez adquieren alimentos con el dinero recibido. No tiene fines de lucro, sino que pretende entregar las obras a un museo cuando Polonia sea libre. Ha heredado la sastrería de Banjamin Mitelman, un judío que debió irse al gueto en 1940 y murió en 1942, cuyo hijo -el dentista Mieczylaslaw- es asesinado a tiros. Kujawski es una figura paradigmática en el microcosmos creado por Szczypiorski: un hombre sencillo pero con firmes principios morales. Se lo define como banal, presumido y vanidoso, tal vez insensato, pero con una clara conciencia del bien y del mal.
El juez Romnicki es un hombre que dice de sí mismo que «nunca renunciará a sus puros y a su dignidad... Es cierto que los puros se pierden irremisiblemente, pero el honor queda». Antes de la guerra ayuda a Kujawski a encontrar trabajo y al mismo tiempo deshacerse de sus prejuicios antisemitas. Cuando el abogado Fichtelbaum le pide que salve a su pequeña hija Josia, el juez accede a su pedido. Después de la guerra será enviado a una prisión estalinista, de donde será liberado como un hombre enfermo y débil en 1956, pero su memoria le permitirá conservar su dignidad y aceptar la muerte con serenidad,
Irma Seidenman, la bella viuda judía de un médico reconocido, tiene grandes ojos azules, cabello rubio y papeles falsos. Ha sobrevivido en la parte "aria" de la ciudad haciéndose pasar por Maria̕ Magdalena Gostomska, viuda de un militar polaco. Un día, Bronek Blutman, un informante de la policía judía, la reconoce en  la calle. La entrega directamente a la Gestapo, denunciándola como judía. Su negación de los cargos y sus papeles no le sirven de nada ante la interrogación por parte del Sturmführer Stuckler. Durante el interrogatorio, aparece una pitillera con las iniciales "I. S.”: Fue el último regalo de su marido y no se ha desprendido de él por sentimentalismo. La Sra. Seidenman es encarcelada en el sótano de la Avenida Schuch, el famoso cuartel general de la Gestapo. Dos días después, Johann Müller va a ver al Sturmführer Stuckler. Es un ingeniero polaco de origen alemán de Lodz. Debido a su posición, los alemanes lo tienen en alta estima. Müller conoció al médico Seidenman brevemente, pero no a su esposa. Müller aparece ante Stuckler y afirma, mintiendo con éxito, que la Sra. Gostomska es una vieja amiga y que el arresto solo puede ser un error. Mientras trata de calmar al hombre de la Gestapo con diversos argumentos, Müller solo piensa en cómo se comportará la Sra. Seidenman, a quien no conoce en absoluto, cuando entre en la oficina de Stuckler. Pero Irma Seidenman reacciona con agudeza mental y actúa como si le conociere. La Sra. Seidenman puede dejar la prisión y Müller lleva a su "vieja amiga" del brazo a una confitería en Varsovia. Después de la guerra, la Sra. Seidenman ingresa a la administración pública polaca. Su escritorio está en el mismo edificio en la Avenida Schuch donde una vez había pasado una noche muy angustiosa en una celda. En 1968, 25 años más tarde de su primer estadía en el edificio, es despedida como resultado de las actividades antisemitas del gobierno. Se muda a París, que conoce de las visitas de antes de la guerra. Vive allí como una emigrante judío-polaca vieja y solitaria y frecuenta todos los días los mismos cafés de la Avenida Kléber.
Paweł Kryński es el hijo de un oficial polaco, tiene casi 20 años, pero parece mayor y más maduro. Su padre fue hecho prisionero de guerra por los alemanes. A veces negocia con objetos de arte. Busca la compañía de la Sra. Seidenman y la visita cuando ella lo desea, con el pretexto de ayudarla a organizar el patrimonio científico de su esposo. Está enamorado de ella. pero no le confiesa lo que realmente siente hasta mucho más tarde. Tiene una novia de su misma edad, llamada Monika. Colabora en el rescate de la Sra, Seidenman y ayuda a Henryk Fichtelbaum. La figura es identificable con Szczypiorski: tiene rasgos de su personalidad y una biografía similar similar a la suya. Participa en el Levantamiento de Varsovia y después de la guerra se niega a cooperar con los comunistas y trabaja en la oposición.
Henryk Fichtelbaum es hijo del abogado Jerzy Fichtelbaumun y viejo amigo de Pawel. Después de la invasión alemana, la familia Fichtelbaum, como todos los demás judíos de la ciudad, debe mudarse al gueto. Henryk no puede soportar la situación allí y huye. Con la ayuda de Paweł, se esconde en varios lugares de Varsovia y  luego en el campo durante unos dos años. Más tarde retorna a Varsovia y al gueto, participando en el levantamiento.
Jerzy Fichtelbaum, el padre de Henryk, fue un conocido y respetado abogado antes de la guerra, no cree que él y su familia puedan sobrevivir al gueto y la ocupación alemana. Su esposa ya ha muerto. Tras la huida de Henryk del gueto, todo lo que le queda es su hija de cuatro años, Joasia. Fichtelbaum sabe que no podrá protegerla a largo plazo, por ello le ruega al juez Romnicki, a quien conoce de antes, que haga algo por ella. El juez organiza su rescate.
Filipek el ferroviario es un hombre de principios sinceros y firmes, idealista y patriota. Antes de la Primera Guerra Mundial participa en el movimiento de independencia contra el zarismo y luego conspira bajo la ocupación nazi trabajando en una imprenta clandestina, es enviado a un campo de concentración y después de la guerra colabora en la reconstrucción del país. Profesa una profunda aversión a los comunistas, la cual surge del hecho de que el ferroviario “era un trabajador confiable. Sólo el trabajo determinaba el respeto que tenía por la gente… Honor de la mano, ética de la mano....Y los comunistas antes de la guerra no eran en absoluto obreros, sino vendedores de la revolución social. No eran obreros de profesión, porque su profesión era el comunismo, los partidos de partido, la agitación, prender fuego a las mechas de la rebeldía”. Filipek se une a una cadena de gente cuyo objetivo es salvar a Irma de las garras de la Gestapo.
Wiktor Suchowiak, un delincuente de poca monta, centra su actividades en sacar de contrabando a personas del gueto de Varsovia, lo que considera un trabajo lucrativo. Fichtelbaum le entrega su pequeña hija. Pueden dejar el gueto porque los guardias han sido sobornados. Pero afuera acecha el bello Lolo, un inútil que reconoce fácilmente a los judíos, los sigue hasta sus escondites y los chantajea amenazándolos con denunciarlos. Si no tienen suficiente dinero, se los entrega a los alemanes. También en Joasia reconoce de inmediato a la niña judía y para a Suchowiak. Suchowiak ordena a la niña que vuelva la cara hacia la pared de la casa y le da una golpiza a Lolo. 20 años después, los dos se reencuentran por casualidad, esta vez en un campo de reeducación comunista donde ocupa un cargo. Suchowiak chantajea al chantajista y se asegura de esa forma su supervivencia. Suchowiak lleva a Joasia a Paweł Kryński, el mejor amigo del hermano de Joasia, Henryk, y su madre.
Joasia Fichtelbaum sobrevive a la guerra bajo el nombre de Marysia Wiewirówa. Emigra a Israel y toma el nombre de Miriam. Al ver por primera vez a un soldado israelí abrir una puerta de los palestinos con una sola patada, cree que es correcto que "una patada judía llame a la humanidad al orden", pero su entusiasmo es de corta duración: los palestinos están inclinados, con los brazos cruzados detrás del cuello, las mujeres gritan. Joasia reconoce en la situación las posturas de la violencia brutal que perduran en todos los tiempos y en todos los lugares.
Johann Müller es un polaco de ascendencia alemana. Comparte ciertas vivencias con Filipek y es su amigo. Deja su tierra natal al final de la guerra ante el avance del ejército soviético y finalmente se instala en Baviera. No acaba de adaptarse a la vida en Alemania, añora a Polonia y reflexiona sobre aspectos de la mentalidad polaca, alemana y rusa.
Sor Weronika sigue la voz de Cristo, que se le apareció en su infancia. Propaga la fe en los niños a los cuales les enseña el catecismo. Cuando estalla la guerra, organiza el cuidado de los heridos y moribundos. Rechaza su propia “sequedad” para con los judíos e intenta salvar a los niños judíos. Les enseña nuevos nombres, biografías y los principios de la fe católica para que puedan sobrevivir bajo una nueva identidad. Su fe, profunda y humilde, le permite aceptar sin reservas los cambios posconciliares en la Iglesia y rechazar la fe agresiva e intolerante profesada por su alumno Władzio Gruszecki.
Władzio Gruszecki, originariamente Arturek Hirschfeld es un niño judío salvado por sor Verónica. Luego de ofrecer gran resistencia a un cambio de identidad, se convierte en un católico fervoroso e intransigente, que odia a los judíos y alemanes y apoya el comunismo.
Stuckler es tomado prisionero por el ejército soviético al final de la guerra  y llevado a un campo de trabajo forzado en la estepa siberiana, donde muere de hambre y agotamiento, sin llegar a entender cuál era su culpa y, por lo tanto,  sin arrepentimiento.

## Temas e interpretaciones

### El comienzo
El título en español que sugiere, tal vez, el romance de una bella judía, es engañoso, y desvía la atención del lector en una dirección completamente diferente a la del título original, si bien más fácilmente interpretable. La bella judía, denunciada por un judío polaco y entregada a la Gestapo, que es rescatada por un alemán bondadoso y confiable, despierta en el lector expectativa de una historia simple y sin complicaciones, que no coincide de ninguna manera con la trama.
El título original de la novela, “Comienzo”, tal vez se refiera al hecho de que para Polonia, los años de ocupación alemana fueron solo el preludio de una prueba mucho más larga bajo el régimen comunista. De hecho, Andrzej Szczypiorski hace referencia en muchas ocasiones a importantes acontecimientos de la historia polaca y también esboza la vida de sus protagonistas tras la guerra, vinculando así pasado, presente y futuro, mostrando cómo las experiencias que hacen los individuos y las naciones influyen en los pensamientos y acciones por generaciones.
También, con un sentido diferente, la guerra es un comienzo: los jóvenes como Pawełek son empujados a la edad adulta prácticamente de la noche a la mañana y descubren el amor al mismo tiempo que la muerte. La despedida de Pawelek y Henryk es un claro indicio de ello: “Es posible que entonces experimentara la sensación de cierto principio y no del final? Es posible que en el momento que desapareció la silueta de Henryk comprendiera que comenzaba un nuevo capítulo que duraría ya toda la vida? Más tarde estaría convencido de que había sido así.” En el caso de Henryk el comienzo es también el fin: «De pronto dejó de ser un muchacho para convertirse en un hombre y miraba su destino de forma diferente... regresaría al gueto, no seguiría huyendo, escondiéndose en madrigueras, retretes y vertederos de basura, regresaría al gueto para recibir su destino con la cabeza en alto»
Otro comienzo posible es el embarazo de Josia, el nacimiento de su hija y su reconciliación con el destino.

### Afinidades literarias
En un evento del Círculo Anna Seghers, Ursula Elsner estableció la conexión entre “La bella señora Seidenman” y un antecesor, el libro La séptima cruz de Anna Seghers. Szczypiorski describió en otra ocasión la obra de Seghers de la manera siguiente: "Un panóptico de gente común, un panorama de una sociedad totalmente maltratada y atomizada; sin embargo, ella perdura gracias al silencioso heroísmo y la solidaridad de unos pocos que anteponen su dignidad y lealtad a la propia vida...contiene un análisis magistral de la tiranía, que destruye los corazones humanos, y un análisis magistral de la solidaridad humana, que hace desmoronarse a la tiranía". Esas características son también aplicables a su novela.
La obra tiene puntos en común con la novela Wielki Tydzień (Semana Santa), de Jerzy Andrzejewski, que fue escrita en 1943. Si bien ambos autores  describen la situación en Varsovia en el momento de la destrucción del gueto, el comportamiento de los personajes es radicalmente opuesto: allí donde Szczypiorski ve heroísmo, Andrzejewski solo ve el miedo y la imposibilidad de prestar ayuda.
En el capítulo 18 se hace referencia a un carrusel en el parque Krasiński cercano al gueto y a los acontecimientos durante la rebelión de los judíos. Esto sucede también en la novela de Andrzejewski y es tema de un poema de Czesław Miłosz. "Campo dei Fiori", escrito en 1943.
Su análisis del totalitarismo e individualismo tiene puntos en común con un ensayo de Jorge Luis Borges, "Nuestro pobre individualismo".

### Totalitarismo
Szczypiorski aprovecha la figura de Suchowiak para caracterizar de forma irónica la profesión del malhechor y compararla con los regímenes totalitarios que erigen el bandidaje al estado de ley: lo que antes era, por lo menos un acto de individualismo, pasa a ser un poder institucionalizado. El oficio solitario de Suchowiak no tiene futuro frente al totalitarismo, ya que este sistema no roba solo dinero, sino también la propiedad, la libertad, el honor y la vida. Comparando los sistemas políticos con los que se vio confrontado nuestro bandido, Szczypiorski considera que el nacionalsocialismo, si bien sangriento y cruel, era de hecho primitivo, ya que carecía de la sutileza de los sistemas posteriores.
En un artículo de la Gazeta Wyborcza dijo Szczypiorski: «Hay algo en las personas que debería significar más para ellas que su propio estado, incluso más que su propia nación [...] El sentido de responsabilidad individual para elegir entre el bien y el mal».

### Reconciliación
Andrzej Szczypiorski experimentó y soportó dos dictaduras, sus vivencias y recuerdos se conservan en su literatura. Temas recurrentes en su obra son  la guerra, el totalitarismo y el exterminio de los judíos. Un aspecto importante en la novela es que nunca asume el papel del juez. Incluso el mayor criminal, ya sea Stalin o un secuaz de las SS, dijo una vez, es un ser humano, y como escritor, no tiene derecho a juzgarlo. Al respecto dijo en una entrevista: «Fue la frase más importante que he escrito en mi vida: el deber del escritor es permanecer en el corredor de la muerte con un Eichmann. Ese es el deber del escritor. Ese es el deber del artista, porque el arte, la literatura es una especie de compasión y caridad, por lo que también deberíamos permanecer en el corredor de la muerte con Eichmann. Porque en este momento una persona se está muriendo. Aunque pecó mucho y fue criminal y verdugo, en este momento muere el hombre, y cuando muere el hombre, muere el universo. Todas las estrellas, todos los vientos, todos los árboles que llevaba dentro mueren con él. Entonces, el mundo entero muere en esta persona. Y deberíamos llorar, ¿no?, sí, sí.»

### Dios
Si bien Dios, la religiosidad y la muerte son temas recurrentes en la novela, la presencia divina es evanescente. Dios es un mudo interlocutor que no interviene en la historia, pero se manifiesta en el momento de la muerte. La actitud de Szczypiorski hacia la religión es ambigua, ya que insiste en la necesidad de una cosmovisión religiosa. Una vida, un mundo sin un Dios personal le parece absurdo y sin sentido.
«Nuestra fragilidad'[escribió una vez] es una gran y sabia idea de Dios, [hace] “que tengamos que fortalecernos cada día y cada hora.»

### Polonia
Las palabras "Polonia" y "polonidad” (polskość) tienen un significado distinto para los diversos  protagonistas, con lo cual los conceptos adquieren un carácter especulativo. La percepción objetiva de la historia se dificulta por el hecho de que las personas crean una visión de la misma para uso propio, a menudo refiriéndose no a los hechos mismos, sino a mitos, estereotipos o sentimientos. 
La antigua Polonia puede verse desde la perspectiva de los mitos sobre la nación o, por ejemplo, bajo la protección especial de la santísima virgen, como el "baluarte de la cristiandad". El ferroviario Filipek ve un país que una vez se extendía de mar a mar, dominaba Gdańsk y Kudak, Głogów y Smolensk [...] La última trinchera de la Europa latina [...] un baluarte ante la embestida germánica. El confín del mundo libre intercalado entre tiranías.
El narrador, desde la perspectiva de Henryk Fichtelbaum, ve a Polonia como una frontera de culturas, religiones y corrientes intelectuales, pero es una imagen equívoca, porque esa diversidad enriquece, pero también crea conflictos y provoca manifestaciones de hostilidad. El mito de la protección especial de la providencia es contradicho por la esclavitud de Polonia.
La vergüenza final será la realidad de la República Popular de Polonia, que rompe los lazos con una larga tradición, y al introducir la ley marcial impide, dicho con las palabras de Paweł, "ganar un pedazo de autenticidad, una pizca de su propia verdad". y "¡por primera vez la propia Polonia deshonró a Polonia y la pisoteó por el desagüe!".  
Johann Müller, ya en Alemania, compara la mentalidad alemana con la polaca: “Ser el mejor en todos los campos, ser inigualable: ésta es la ambición alemana” y la compara con el “maldito mal de la polinidad...su carácter inacabado, incumplido, inseguro, inquieto, imperfecto, caprichoso e indomable”.
Con respecto a la relación entre polacos y judíos se pronuncia de forma clara: “pues sin los judíos ya no eran los polacos que habían sido y que deberían haber sido para siempre” 
Szczypiorski dijo en una entrevista: «Hay pueblos en el mundo que han sido obligados por la historia a vivir con un programa mínimo. Esto también incluye a los polacos, debido a la amenaza de Prusia y Rusia en el siglo XIX, debido al Tercer Reich y la Unión Soviética en el siglo XX. Creo que solo hecho de sobrevivir fue una victoria para esta nación».

## Acogida
El crítico literario Marcel Reich-Ranicki elogió la obra tanto en un artículo publicado en el periódico FAZ, como en una transmisión de la televisión alemana El 1 de diciembre de 1989 apareció en el periódico suizo NZZ donde se hacía hincapié en que con La bella señora Seidenman aparecía en Occidente, luego de noventa años, desde el éxito mundial de la novela histórica Quo vadis? de Henryk Sienkiewicz, un autor polaco en el que se centra la atención. El libro no solo fue un gran éxito de ventas, sino que las críticas en los países de habla alemana fueron muy positivas, por ejemplo en el semanario Die Zeit del 1 de diciembre de 1989, en un artículo escrito por Rudolf Walter Leonhardt.
En Polonia, las críticas fueron muy diversas. La autora Irena Irwin-Zarecka dijo al respecto: "Un lector de Alemania Occidental [en el momento del Historikerstreit] podría poner fácilmente la novela en un marco más amplio de esfuerzos para restar importancia a la singularidad del nazismo. Viniendo de un escritor polaco, el apaciguamiento de la conciencia alemana es, sin duda, aún más efectivo." La revista mensual “Odra”, publicada en Breslavia, escribió en su número de septiembre de 2000 un obituario en el que se podía leer: “Contrariamente a las apariencias, la novela y su recepción en Alemania han perjudicado el diálogo entre Alemania y Polonia, a no ser que se denomine a aquello que los alemanes quieren escuchar, “diálogo”. En otro lugar se señala que el secreto del libro es que cumple con las expectativas del público alemán en su búsqueda de exoneración por los crímenes cometidos en la Segunda Guerra Mundial.
Madeline Levine, profesora de literaturas eslavas que imparte cursos de estudios judíos en la Universidad de Carolina del Norte, criticó determinados aspectos de la narración: "En esta novela, los acontecimientos que tuvieron lugar durante la ocupación nazi se perciben y evalúan a través del filtro suavizante del paso del tiempo, un tiempo que ha superpuesto recuerdos de la era nazi con recuerdos más recientes de la opresión comunista. Sin negar los horrores de la destrucción de la judería polaca por parte de Hitler, Szczypiorski presenta la ocupación alemana de Polonia como una época de inocencia casi prelapsaria, cuando era posible que los polacos fueran héroes, que los seres humanos corrientes alcanzaran alturas extraordinarias de decencia moral. El acto de rescatar a una mujer judía de los nazis...es retratado por Szczypiorski como un asunto relativamente simple, dada la decencia fundamental y el coraje de los polacos patriotas y la estupidez de los ocupantes alemanes. El rescate de la Sra. Seidenman, parecido a un cuento de hadas, es el ejemplo central, pero no el único, de una desconcertante incongruencia en Początek entre la apariencia y la realidad. La retórica de la novela denuncia rotundamente un mal omnipresente, mientras que la acción transmite una imagen tranquilizadora de decencia casi universal. Początek se encuentra en una posición precaria entre la idealización nostálgica del pasado apocalíptico y la indignación autodestructiva por el curso de la historia polaca. Lo que Szczypiorski sugiere sobre Polonia a través de su narración del rescate de la Sra. Seidenman simplemente no coincide con lo que tanto su narrador anónimo como el personaje Pavel dicen que es la realidad polaca."